# Morti nel 1989/Agosto
| Questa pagina contiene informazioni ricavate automaticamente dalle voci biografiche con l'ausilio del template Bio e di un bot. L'aggiornamento è periodico e automatico e ricostruisce completamente la pagina. Se manca una persona in questa lista, sei pregato di non aggiungerla, ma accertati piuttosto che la sua voce biografica contenga il template Bio e che i dati anagrafici siano correttamente compilati. Se il template Bio manca, inseriscilo tu stesso o, in alternativa, metti l'avviso {{tmp\|Bio}} che ne segnala la mancanza. Se i dati riportati sono sbagliati, correggi direttamente la voce biografica; le modifiche saranno visibili in questa lista entro pochi giorni. Per chiarimenti vedi il progetto biografie. La lista contiene solo le 120 persone che sono citate nell'enciclopedia e per le quali è stato implementato correttamente il template Bio. Pagina aggiornata al 3 mar 2024. |

- 1º agosto - René Debrie, linguista e lessicografo francese (n. 1920)
- 1º agosto - John Hirsch, regista teatrale ungherese (n. 1930)
- 1º agosto - János Kovács, calciatore ungherese (n. 1912)
- 1º agosto - Catullo Maffioli, imprenditore e politico italiano (n. 1898)
- 1º agosto - John Ogdon, pianista inglese (n. 1937)
- 1º agosto - Sergio Rizzi, cestista italiano (n. 1956)
- 2 agosto - Alfredo Adami, comico italiano (n. 1915)
- 2 agosto - Luiz Gonzaga, cantante, fisarmonicista e compositore brasiliano (n. 1912)
- 3 agosto - Dominic Behan, paroliere e scrittore irlandese (n. 1928)
- 3 agosto - Alfredo Bodoira, calciatore e allenatore di calcio italiano (n. 1911)
- 3 agosto - Antonia Brico, direttrice d'orchestra e pianista statunitense (n. 1902)
- 3 agosto - Roberto Cenci, pittore italiano (n. 1915)
- 3 agosto - Paolo Garretto, pittore italiano (n. 1903)
- 3 agosto - Egon Orován, fisico ungherese (n. 1902)
- 3 agosto - Johannes Schöne, calciatore tedesco orientale (n. 1920)
- 4 agosto - Giovanni Allegra, ispanista italiano (n. 1935)
- 4 agosto - Paolo Baffi, economista e banchiere italiano (n. 1911)
- 4 agosto - Maurice Colbourne, attore britannico (n. 1939)
- 4 agosto - Paul Murry, fumettista statunitense (n. 1911)
- 4 agosto - Felice Musazzi, attore teatrale, commediografo e regista teatrale italiano (n. 1921)
- 4 agosto - William Wallace Smith, predicatore e religioso statunitense (n. 1900)
- 5 agosto - Antonino Agostino, poliziotto italiano (n. 1961)
- 5 agosto - Toni Breder, lunghista e dirigente sportivo tedesco (n. 1925)
- 5 agosto - John Larsen, tiratore a segno norvegese (n. 1913)
- 6 agosto - Hubert Beuve-Méry, giornalista francese (n. 1902)
- 6 agosto - Giuseppe Giliberto, politico italiano (n. 1927)
- 7 agosto - Adamo Grilli, radiologo italiano (n. 1907)
- 7 agosto - Mickey Leland, politico e attivista statunitense (n. 1944)
- 7 agosto - Federico Mompellio, musicologo, critico musicale e compositore italiano (n. 1908)
- 7 agosto - Antonio Pignedoli, matematico, fisico e politico italiano (n. 1918)
- 7 agosto - Robert Stevens, regista statunitense (n. 1920)
- 8 agosto - Enrico Lorenzetti, pilota motociclistico italiano (n. 1911)
- 8 agosto - Brian Naylor, pilota automobilistico britannico (n. 1923)
- 8 agosto - Elsa Vazzoler, attrice italiana (n. 1920)
- 8 agosto - László Willinger, fotografo ungherese (n. 1909)
- 9 agosto - Richard Alexander, attore statunitense (n. 1902)
- 9 agosto - Corrado Bonfantini, politico e partigiano italiano (n. 1909)
- 9 agosto - Antonino Pietro Gullotti, politico italiano (n. 1922)
- 9 agosto - Albert Perikel, ciclista su strada belga (n. 1913)
- 10 agosto - Pierre Matisse, mercante d'arte, gallerista e collezionista d'arte francese (n. 1900)
- 10 agosto - Franz Spögler, militare tedesco (n. 1915)
- 10 agosto - Edward Woods, attore statunitense (n. 1903)
- 11 agosto - Ole Bardahl, imprenditore norvegese (n. 1902)
- 11 agosto - Pierpaolo Luzzatto Fegiz, statistico italiano (n. 1900)
- 11 agosto - John Meillon, attore australiano (n. 1934)
- 12 agosto - Aimo Koivunen, militare finlandese (n. 1917)
- 12 agosto - Alfredo Muzi, partigiano e carabiniere italiano (n. 1902)
- 12 agosto - Samuel Okwaraji, calciatore nigeriano (n. 1964)
- 12 agosto - William Bradford Shockley, fisico statunitense (n. 1910)
- 12 agosto - Olga Villi, attrice italiana (n. 1922)
- 13 agosto - Francesco Boneschi, pubblicista, scrittore e poeta italiano (n. 1923)
- 13 agosto - Otello Nannuzzi, politico italiano (n. 1912)
- 13 agosto - Tim Richmond, pilota automobilistico statunitense (n. 1955)
- 14 agosto - Robert Bernard Anderson, politico statunitense (n. 1910)
- 14 agosto - Ricky Berry, cestista statunitense (n. 1964)
- 14 agosto - Donald Rafael Garrett, polistrumentista statunitense (n. 1932)
- 14 agosto - Lucien Bernard Lacoste, vescovo cattolico e missionario francese (n. 1905)
- 14 agosto - Roldano Lupi, attore e doppiatore italiano (n. 1909)
- 14 agosto - Sergio Nasca, regista e sceneggiatore italiano (n. 1937)
- 15 agosto - Minoru Genda, aviatore e generale giapponese (n. 1904)
- 15 agosto - Annibale Silvani, calciatore italiano (n. 1904)
- 16 agosto - Amanda Blake, attrice statunitense (n. 1929)
- 16 agosto - Daniele Paris, musicista italiano (n. 1921)
- 17 agosto - Franco Bemporad, pittore e sceneggiatore italiano (n. 1926)
- 17 agosto - Agostino Ferrin, basso italiano (n. 1928)
- 17 agosto - Uberto Limentani, critico letterario, antifascista e italianista italiano (n. 1913)
- 17 agosto - Lawrence Stevens, pugile sudafricano (n. 1913)
- 18 agosto - Friederich Franzl, calciatore austriaco (n. 1905)
- 18 agosto - Luis Carlos Galán, giornalista, politico e economista colombiano (n. 1943)
- 18 agosto - Imre Németh, martellista ungherese (n. 1917)
- 18 agosto - Bert Oosterbosch, ciclista su strada e pistard olandese (n. 1957)
- 18 agosto - Mario Ricci, partigiano e politico italiano (n. 1908)
- 18 agosto - Chrissie White, attrice britannica (n. 1895)
- 19 agosto - Carlos Nay Foino, arbitro di calcio argentino (n. 1918)
- 19 agosto - Laura Veccia Vaglieri, orientalista e arabista italiana (n. 1893)
- 20 agosto - George Adamson, naturalista inglese (n. 1906)
- 20 agosto - Joseph LaShelle, direttore della fotografia statunitense (n. 1900)
- 20 agosto - Romano Zaniol, pittore e scultore italiano (n. 1917)
- 21 agosto - William Danielsen, allenatore di calcio, dirigente sportivo e calciatore norvegese (n. 1915)
- 21 agosto - Raul Seixas, cantante, compositore e musicista brasiliano (n. 1945)
- 22 agosto - Norah Aiton, architetta britannica (n. 1904)
- 22 agosto - George Bernard Flahiff, cardinale e arcivescovo cattolico canadese (n. 1905)
- 22 agosto - Robert Grondelaers, ciclista su strada belga (n. 1933)
- 22 agosto - Aleksandr Sergeevič Jakovlev, generale e politico sovietico (n. 1906)
- 22 agosto - Huey Newton, attivista statunitense (n. 1942)
- 22 agosto - Diana Vreeland, giornalista statunitense (n. 1903)
- 23 agosto - Erik Almgren, calciatore e allenatore di calcio svedese (n. 1908)
- 23 agosto - Ronald Laing, psichiatra scozzese (n. 1927)
- 24 agosto - Jacques Godechot, storico francese (n. 1907)
- 24 agosto - Jimmy Littlejohn, allenatore di calcio e calciatore scozzese (n. 1910)
- 24 agosto - Giovanni Panetta, calciatore italiano (n. 1908)
- 24 agosto - Gregory Rozakis, attore statunitense (n. 1943)
- 25 agosto - Arrigo Arrighetti, architetto e urbanista italiano (n. 1922)
- 25 agosto - Jacques Castelot, attore francese (n. 1914)
- 25 agosto - Beniamino Dal Fabbro, poeta, scrittore e critico musicale italiano (n. 1910)
- 25 agosto - Frank Henry, cavaliere statunitense (n. 1909)
- 25 agosto - Jerry Essan Masslo,  sudafricano (n. 1959)
- 25 agosto - Jean-Louis Verdier, matematico francese (n. 1935)
- 26 agosto - Pietro Cuscani Politi, geologo e paleontologo italiano (n. 1908)
- 26 agosto - Raffaello Gambino, pallanuotista italiano (n. 1928)
- 26 agosto - Silvano Goretti, calciatore belga (n. 1962)
- 26 agosto - Irving Stone, scrittore statunitense (n. 1903)
- 27 agosto - Pietro Giorgianni, giornalista italiano (n. 1935)
- 27 agosto - Lodovico Ligato, politico italiano (n. 1939)
- 27 agosto - Luís Luz, calciatore brasiliano (n. 1909)
- 27 agosto - Gloria Milland, attrice italiana (n. 1940)
- 27 agosto - Bill Shirley, attore statunitense (n. 1921)
- 28 agosto - Joseph Alsop, giornalista statunitense (n. 1910)
- 28 agosto - Håkon Askerød, calciatore norvegese (n. 1910)
- 29 agosto - Lamberto Cattabriga, matematico italiano (n. 1930)
- 29 agosto - Toni Fabris, scultore, regista e artista italiano (n. 1915)
- 29 agosto - Pua Kealoha, nuotatore statunitense (n. 1902)
- 29 agosto - Lorenzo Natali, politico e partigiano italiano (n. 1922)
- 29 agosto - Giorgio di Sant'Angelo, stilista argentino (n. 1933)
- 29 agosto - Peter Scott, ornitologo, ambientalista e pittore britannico (n. 1909)
- 30 agosto - Joe De Santis, attore statunitense (n. 1909)
- 30 agosto - Geneviève Morel, attrice francese (n. 1916)
- 30 agosto - Franco d'Urso, pittore italiano (n. 1900)
- 31 agosto - Michele Cascella, pittore italiano (n. 1892)
- 31 agosto - Claire Luce, attrice e ballerina statunitense (n. 1903)